# أرض الهبوط 174
أرض الهبوط 174 هو مطار عسكري مهجور منذ نهاية الحرب العالمية الثانية، يقع شرق العلمين، على بعد حوالي 80 كم جنوب غرب الإسكندرية.
استخدمت القوة الجوية التاسعة التابعة للقوات الجوية للجيش الأمريكي المطار خلال حملة الصحراء الغربية التي شنها الجيش الثامن البريطاني، عمل بالمطار المجموعة السابعة والخمسون مقاتلات التي حلقت بطائرات بي-40 وارهوك من 16 سبتمبر إلى 5 نوفمبر 1942.
أظهر الفحص الدقيق للتصوير الجوي للصحراء الحارقة على بعد حوالي 10 أميال شرق العلمين بعض الشواهد التي قد تشير إلى مكان وجود المطار.